# Гейзел-Парк (Мічиган)
Гейзел-Парк (англ. Hazel Park) — місто (англ. city) в США, в окрузі Окленд штату Мічиган. Населення — 14 983 особи (2020).

## Географія
Гейзел-Парк розташований за координатами 42°27′43″ пн. ш. 83°5′52″ зх. д. / 42.46194° пн. ш. 83.09778° зх. д. (42.461924, -83.097689).  За даними Бюро перепису населення США в 2010 році місто мало площу 7,30 км², уся площа — суходіл.

## Демографія
Згідно з переписом 2010 року, у місті мешкали 16 422 особи в 6641 домогосподарстві у складі 3999 родин. Густота населення становила 2250 осіб/км².  Було 7611 помешкання (1043/км²).
Расовий склад населення:
| - 82,8 % — білих - 9,8 % — чорних або афроамериканців - 1,5 % — азіатів - 0,9 % — корінних американців |

До двох чи більше рас належало 4,6 %. Частка іспаномовних становила 2,7 % від усіх жителів.
За віковим діапазоном населення розподілялося таким чином: 24,2 % — особи молодші 18 років, 64,5 % — особи у віці 18—64 років, 11,3 % — особи у віці 65 років та старші. Медіана віку мешканця становила 36,1 року. На 100 осіб жіночої статі у місті припадало 97,5 чоловіків;  на 100 жінок у віці від 18 років та старших — 95,0 чоловіків також старших 18 років.
Середній дохід на одне домашнє господарство  становив 44 182 долари США (медіана — 34 238), а середній дохід на одну сім'ю — 51 246 доларів (медіана — 46 554). Медіана доходів становила 40 973 долари для чоловіків та 29 038 доларів для жінок. За межею бідності перебувало 27,1 % осіб, у тому числі 34,6 % дітей у віці до 18 років та 13,3 % осіб у віці 65 років та старших.
Цивільне працевлаштоване населення становило 6871 осіб. Основні галузі зайнятості: виробництво — 18,6 %, освіта, охорона здоров'я та соціальна допомога — 18,1 %, роздрібна торгівля — 15,2 %.